# Gerarda prevostiana
Gerarda prevostiana is een slang uit de familie waterdrogadders (Homalopsidae).

## Naam en indeling
De wetenschappelijke naam van Gerarda prevostiana werd voor het eerst voorgesteld in 1822 door de Franse dierkundigen Joseph Fortuné Théodore Eydoux en Paul Gervais. Oorspronkelijk werd de wetenschappelijke naam Coluber (Homalopsis) prevostianus gebruikt. Later werd de soort beschreven onder de geslachtsnamen Campylodon en Heleophis
De soortaanduiding Gerarda is een eerbetoon aan hun landgenoot Florent Prévost. De soort behoorde lange tijd tot het geslacht Coluber, waardoor de verouderde wetenschappelijke naam in de literatuur wordt gebruikt. Later werd de soort veel beschreven onder de geslachtsnaam Gerardia, die echter al eerder was gebruikt voor een geslacht van planten. Hierdoor wordt de geslachtsnaam Gerarda gebruikt, naar een beschrijving van John Edward Gray in 1849. Het is de enige soort uit deze monotypische groep.

## Uiterlijke kenmerken
De slang bereikt een lichaamslengte tot ongeveer 55 centimeter, het lichaam is langwerpig cilindrisch van vorm. De staart is relatief kort en eindigt abrupt. De kop is niet heel duidelijk te onderscheiden van het lichaam door de aanwezigheid van een onopvallende insnoering. De schubben aan de kin zijn groter aan de achterzijde in vergelijking met de schubben aan de voorzijde. De ogen zijn relatief klein en zijn aan de bovenzijde van de kop gepositioneerd, ze hebben een verticale pupil. De slang heeft zeventien rijen schubben in de lengte op het midden van het lichaam en 144 tot 157 schubben aan de buikzijde. Onder de staart zijn 29 tot 36 gepaarde staartschubben aanwezig, ook de anale schub is gepaard.

## Levenswijze
Gerarda prevostiana jaagt voornamelijk op krabben en dan met name op net vervelde exemplaren die nog een zacht pantser hebben. De slang verorbert deze prooien door ze uit elkaar te trekken en in delen op te eten. De prooi wordt uit elkaar getrokken door deze vast te houden met het eigen lichaam en de krab uit elkaar te trekken. Krabben met een hard exoskelet worden vaak met rust gelaten, omdat die van de slang een prooi kunnen maken in plaats van andersom. Naast krabben worden ook wel garnalen en vissen gegeten.
De vrouwtjes zijn eierlevendbarend en zetten volledig ontwikkelde jongen af.

## Verspreiding en habitat
De slang komt voor in delen van zuidelijk Azië en leeft in de landen India, Myanmar, Sri Lanka, de Filipijnen, Cambodja, Maleisië, Singapore, Indonesië, mogelijk in Thailand en Bangladesh. De habitat bestaat uit draslanden en waterrijke gebieden in kuststreken zoals estuaria en mangrovenbossen.

## Beschermingsstatus
Door de internationale natuurbeschermingsorganisatie IUCN is de beschermingsstatus 'veilig' toegewezen (Least Concern of LC).